# Lori Goldston
Lori Goldston je americká violoncellistka a muzikantka. Známou se stala díky stálému hostování na vystoupeních Nirvany, zejména pak na akustickém vystoupení pro stanici MTV. Záznam tohoto koncertu vyšel v roce 1994 na CD pod názvem MTV Unplugged in New York.

## Diskografie
Na níže uvedených albech se spolupodílela jako violoncellistka.
- Bush, 1994, demo Comedown
- Nirvana, 1994, album Unplugged in New York
- Carl Funk, 1995, album The Heart of a Siren
- The Presidents of the United States of America, 1995, demo Monkey River
- The John Doe Thing, 1995, album Kissing So Hard
- Don Glenn, 1996, album Peace Wave
- Shugg, 1996, album Shugg vs. Cockpit
- Mavis Piggot, 1996, album You Can Be Low
- Skinwalkers, 1996, album Skinwalkers
- Laura Love, 1997, album Octoroon
- Citizen’s Utilities, 1997, album No More Medicine
- David Byrne with various artists, 1997, album Feelings
- Pentecostal Bouffant, 1998, album Little Light of Mine
- Sue Ann Harkey, 1998, album Fulcrum
- Faster Tiger, 1998, album Little Things
- Dina Martina, 1999, album Holiday Album
- David Russell, 1999, album The Corpse or the Groom
- Sura Charlier, 1999, album Rumi: Fountain of Fire
- Jeff Greinke, 1999, album Ride
- Old Joe Clarks, 1999, album Metal Shed Blues
- Julie Cascioppo, 2000, album Something Cool
- Larry Barrett, 2000, album The Big Slowdown
- The Black Cat Orchestra, 2001, album Mysteries Explained
- Nirvana, 2002, album Nirvana
- Marco de Carvalho, 2003, album For the Moment
- Cinerama, 2003, album Don’t Touch That Dial
- The Black Cat Orchestra, 2003, album Long Shadows at Noon
- Mark Quint, 2004, album Principle of Uncertainty
- Heather Duby, 2004, album Come Across the River
- Laura Veirs, 2004, album Carbon Glacier
- Mirah, 2004, album C’mon Miracle
- Mirah with the Black Cat Orchestra, 2004, album To All We Stretch The Open Arm
- The Wedding Present, 2005, album Take Fountain
- The Wedding Present, 2006, album Search For Paradise
- Paul Manousos, 2006, album For Better or for Worse
- Your Heart Breaks, 2006, album Sailor System
- Mirah and Spectratone International, 2007, album Share This Place: Stories and Observations
- Reptet, 2008, album Chicken or Beef?
- Led to Sea, 2010, album Into the Darkening Sky
- Bill Horist, album Covalent Lodge
- Cathie Whitesides, album Sperantsa
- Sterling Loons, 2010, album March to the Tune
- Angelo Spencer et les Hauts Sommet, 2010, album Angelo Spencer et les Hauts Sommets
- Mirah, 2010, album (a)spera
- earth, 2011, album Angels of Darkness, Demons of Light: I